# Georges Malkine
Pour les articles homonymes, voir Malkine.
Georges Alexandre Malkine est un peintre et un acteur français, né le 10 octobre 1898 à Paris 5e, ville où il est mort le 22 mars 1970 (dans le 4e arrondissement).

## Biographie
Lié au premier groupe surréaliste, ami de Robert Desnos, d'André Masson, de Max Morise, Georges Malkine est le seul peintre à figurer sur la liste du Manifeste du surréalisme de 1924. Pour la revue La Révolution surréaliste, il dessine l'emblème qui figure sur le papier à lettres de la R.S.. En 1927, il expose, avec succès, à la galerie Surréaliste. Mais cette reconnaissance le déconcerte. Il quitte alors la France, part pour l'Océanie, en compagnie de son ami le peintre et photographe Émile Savitry et d'une Canadienne: Yvette Ledoux que celui-ci vient de rencontrer. La belle finit par jeter son dévolu sur Malkine et Savitry poursuit seul son voyage. Malkine revient à Paris en 1930. Il donne trois illustrations à Desnos pour son poème The Night of Loveless Nights.
Il cesse toute expression plastique en 1933. Il ne reprend la peinture qu'en 1946, d'abord à Paris puis aux États-Unis où il reste pendant 20 ans. Revenu à Paris, il expose de nouveau, en 1966, une semaine après la mort d'André Breton. L'exposition est conçue en tant qu'hommage à Malkine et réunit Louis Aragon, Jacques Baron, Simone Collinet, Max Ernst, André Masson et Jacques Prévert. Aragon : « [Malkine] inventa cette sorte de baiser florentin : l'abstraction sans le dire. »
Malkine fut également acteur de théâtre dans la troupe de Michel de Ré, acteur de cinéma, violoniste, photographe, correcteur d'imprimerie, monteur de manèges, plongeur à bord d'un navire...  Il a écrit quelques textes surréalistes pour la R.S. et un roman farcique, À bord du violon de mer, paru en 1977.

## Œuvres
(liste non exhaustive)

### Peintures
- 1926 -  La Nuit de l'amour ,
- 1927 -  Le Baiser, huile sur toile[4]
- 1929 -   La Femme tatouée, huile sur toile[5]
- 1969 - La fête, huile sur toile, 97 x 146,5 cm, Musée national d'art moderne Centre Pompidou, n° inv: AM 1976-997

### Roman et illustration
- Georges Malkine, À bord du violon de mer, écrit en 1950 et illustré par l'auteur, Paris, 1977 (BNF 34604517)

## Filmographie
- 1933 : L'Ange gardien
- 1934 : Mauvaise Graine : le secrétaire
- 1934 : L'Or : Zorloff
- 1934 : Liebe, Tod und Teufel : Vikhom
- 1935 : Le Diable en bouteille : Vikhom
- 1936 : The First Offence
- 1936 : Un de la légion : le légionnaire russe
- 1937 : La Dame de Malacca : un garde
- 1938 : La Tragédie impériale : Begger
- 1938 : S.O.S. Sahara : Ivan
- 1938 : Le Joueur
- 1939 : Le Corsaire (film inachevé) de Marc Allégret
- 1939 : Derrière la façade : un chauffeur de taxi
- 1939 : La Tradition de minuit : un gangster
- 1939 : La Loi du nord
- 1939 : Pièges
- 1940 : Eine kleine Nachtmusik
- 1940 : Les Musiciens du ciel
- 1941 : Remorques : un marin

## Iconographie
- 1930  - Portrait par Émile Savitry